# جون مارستون
جون مارستون هو شخصية خيالية من سلسلة ألعاب ريد ديد من روكستار جيمز. تم تأدية الدور من قبل الممثل روب ويثوف، وهو بطل اللعبة الرئيسي في ريد ديد ريدمبشن لعام 2010 وكان يتواجد في حزمة توسعة التي صدرت في وقت لاحق تحت اسم ريد ديد ريدمبشن: أنديد نايتمار، كما أنه البطل الثانوي في لعبة ريد ديد ريدمبشن 2 التي صدرت عام 2018. في سنوات شبابه كان جون خارجًا عن القانون في عصابة «فان دير ليندي» الشهيرة، حيث ارتكب جرائم متعددة. بعد سقوط العصابة وحلها في نهاية المطاف في عام 1899 بعدما تلقى طلقة ادت الى اصابة عينه واستمرت معه الى نهاية حياته, حاول ترك حياته الإجرامية وراءه ليصبح مربى مواشي وترك حمل السلاح لمدة 8 سنوات الى مهمة ?JIM MILTON RIDES, AGAIN واصبح رجل عائلة حقيقي. بعد اثني عشر عامًا من الاختباء، تم معرفة مكانه وتعيينه في النهاية لدى مكتب تحقيقات الشرطة، في عام 1911 وأضطر إلى البحث عن زملائه الثلاثة السابقين في العصابة وجلبهم إلى العدالة مقابل حريته وعائلته التي أخذتهم الحكومة كرهائن. تلقى قبول الشخصية بشكل جيد، حيث أشار العديد من النقاد إلى نضجه وتعقيده وغموضه، والسعي للتكفير عن أخطائه كنقاط محورية في داخل اللعبة. ومن مقولاته الشهيرة حول حياته بعد عالم الأجرام. 
| جون مارستون | الناس لا ينسون، لا شيء يغفر | جون مارستون |

## تطوير الشخصية
تطلب ريد ديد ريدمبشن مقدارًا كبيرًا من العمل الصوتي. عقد فريق التطوير الاختبارات مع العديد من الاشخاص حتى تم توقيع مع الممثلين رسميًا على المشروع، كان يُعرف «بمشروع لعبة فيديو بدون عنوان» لأغراض سرية.
تم تطوير شخصية جون مارستون ليكون «رجل عائلة» وكشخصية دقيقة، بدلاً من بطل أو شرير، من أجل توفير تجربة مثيرة للاهتمام للاعبين. اعتبر روب ويثوف أن جون مصمم على أهدافه، لقد أعطى للشخصية شعورًا ملموسًا بالتعب، وعلى عكس أبطال الألعاب الآخرين، فإن جون ليس بطلاً بل مجرم سابق. شعر المدير الفني لفريق التطوير تيد كارسون أن جون مارستون أصبح مثيراً للاهتمام بسبب مزيج من الواقعية. شعر روب ويثوف أن جون كان يدرك أن أفعاله الماضية كانت «خاطئة»، مما أدى إلى محاولته التخلي عن حياته السابقة. وذكر أن قرارات جون المبكرة في حياته كانت نتيجة مباشرة لحاجته إلى العصابة. عند تطوير الشخصيات الأخرى استلهم فريق التطوير شخصيات تاريخية مختلفة من القرن العشرين، بما في ذلك فرانك جيمس وبيرل هارت وتوم هورن.

## تواجده في العاب أخرى
في جراند ثفت أوتو أونلاين، يمكن للاعبين اختيار شكل شخصيتهم من خلال الاختيار بين الآباء المختلفين جون هو أحد المتاحين، مما يعني أنه يمكن للاعبين اختيار جون بحيث تكون شخصيتهم في اللعبة على مستوى من التشابه معه.
تظهر قبعة مارستون في صورة بيضاء في عيد الفصح داخل لعبة إل أيه نوار، يمكن العثور على الصورة في بداية مهمة "The Silk Stocking Murder" أثناء تتبع الدماء المخبأة في سلة مهملات قرب الزقاق خلف ضابط الشرطة الذي يحرس مسرح الجريمة.

## الاستقبال

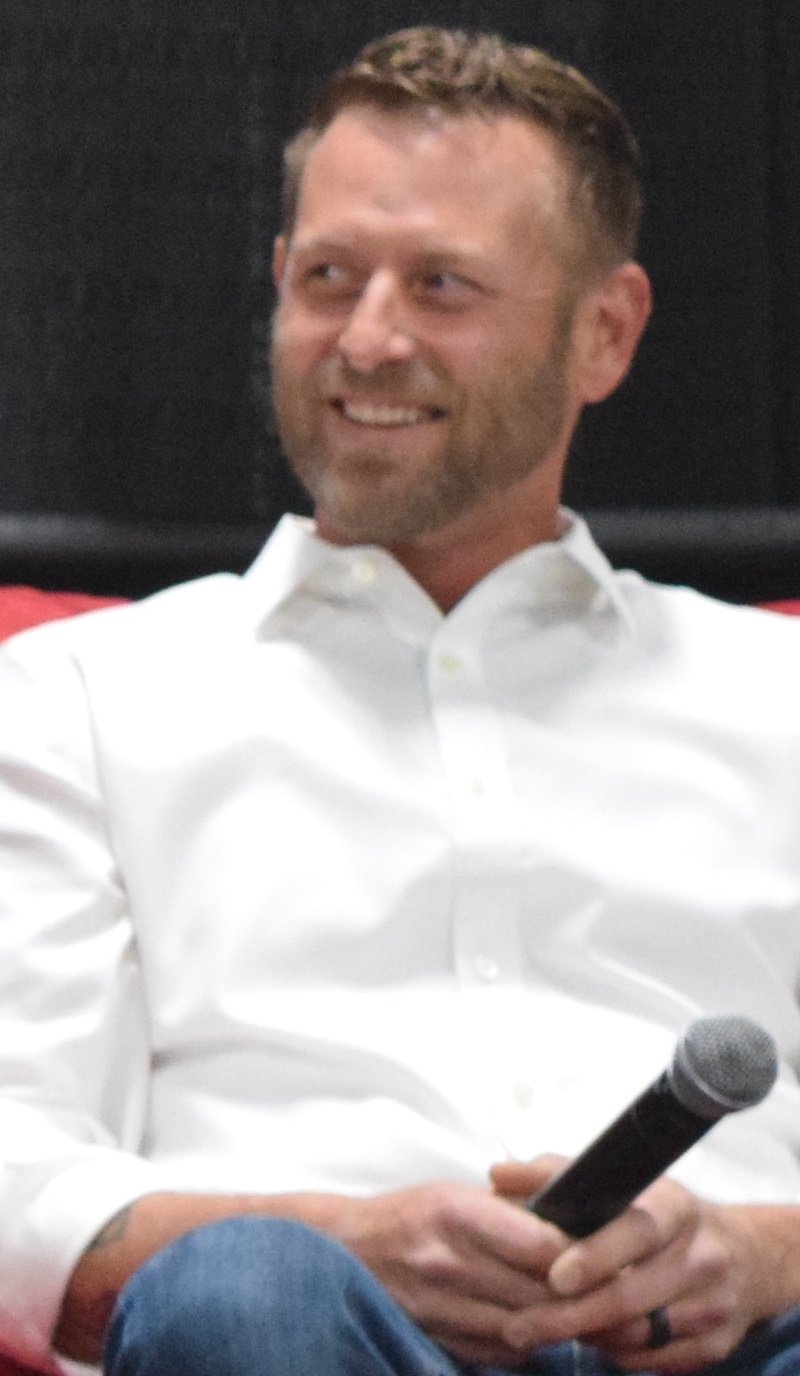
روبي ويتوف

بعد صدور ريد ديد ريدمبشن تلقى جون مارستون ردود فعل إيجابية. فاز بجائزة أفضل شخصية لعام 2010 من غيم سبوت، وصفوه بأنه «شخصية رائعة ومعقدة» بسبب محاولته التخلي عن حياته كمجرم، ومن آي جي إن التي علقت على الشخصية على أنها «صراع بين السلوك الجيد والسيئ جعله شخصًا مثيرًا للإعجاب والمصداقية» وكانت الشخصية أيضًا وصيفة لتكون شخصية العام في حفل توزيع جوائز سبايك لألعاب الفيديو لعام 2010. بالإضافة إلى ذلك تم ترشيح الممثل الصوتي روب ويثوف في حفل توزيع جوائز سبايك لألعاب الفيديو لأفضل أداء من رجل ذكر، وفي عام 2013 صنّفت مجلة كومبليكس أداءه باعتباره ثاني أفضل مؤدي صوتي في لعبة فيديو.
صرحت نيتورك ورلد أن جون مارستون «كان شخصًا سيئًا ويحاول جعل الأمور في نصابها الصحيح». وضعته مشينما في المركز السابع في قائمة أفضل لحية في ألعاب الفيديو، وفي عام 2012 صنّف غيمز رادر جون كبطل رقم 14 «بالأكثر تميّزًا ونفوذًا» في الألعاب، وتم أدرجه أيضًا باعتباره رابع أكثر شخصية "badass" في هذا الجيل، بسبب عدم الحاجة إلى صلاحيات خاصة لإكمال المهام. كما ذكروا أن العلاقة بينه وبين زوجته «أبيجيل» هي التاسعة عشر الأكثر واقعية في ألعاب الفيديو، مشيرين إلى أنه يمكن بسهولة خيانة زوجته لكنه لم يفعل ذلك. وضع غيمز رادر جون في المرتبة 5 في قائمة أفضل 50 شخصية في العاب الفيديو من هذا الجيل.